# 索爾茲伯里 (紐約州非建制地區)
索爾茲伯里（英語：Salisbury）是位於美國紐約州赫基默縣的非建制地區。

## 地理
索爾茲伯里所處的海拔為高於海平面372米（即1220英呎），而該地所採用的時區為UTC-5，即北美东部时区（EST）。同時該地設有夏令時間，為UTC-5調快一小時，即UTC-4（EDT）。